# Protocollo diplomatico
In politica internazionale un protocollo diplomatico è un insieme di regole di galateo, doveri e procedure internazionalmente riconosciuti da seguire durante incontri, vertici di stato e operazioni politiche fra più stati. Si tratta di un sottotipo di Protocollo cerimoniale, che si applica durante i ricevimenti diplomatici.

## Descrizione
Prevede sempre la nomina di un capo di protocollo e segue un preciso ordine di carica fra i partecipanti. La violazione di questo ordine, può scatenare veri e propri incidenti diplomatici internazionali detti "incidenti di protocollo", come è successo, per esempio, con il Sofagate.